# غولوفينو
غولوفينو (بالروسية: Головино) هي مدينة في مقاطعة فلاديمير أوبلاست في روسيا.